# لاري هينيسي
لاري هينيسي (بالإنجليزية: Larry Hennessy)‏ مواليد 20 مايو 1929 في نيو روتشيل - الوفاة 20 أغسطس 2008، كان مدرب كرة سلة أمريكي ولاعب. بدأ مسيرته الاحترافية في سنة 1955. تم اختياره من قبل فريق غولدن ستايت ووريورز خلال الدرافت. بلغ طوله 6 قدم 3 بوصة (1.9 م). اعتزل اللعب في 1961. فاز بلقب دوري إن بي إيه. لعب مع غولدن ستايت ووريورز وفيلادلفيا سفنتي سيكسرز.

## روابط خارجية
- لاري هينيسي على موقع إن بي أي (الإنجليزية)
- لاري هينيسي على موقع سبورتس رفرنس (الإنجليزية)
- لاري هينيسي على موقع كلية كرة السلة في سبورتس رفرنس.كوم (الإنجليزية)
- لاري هينيسي على موقع ريلجم (الإنجليزية)
- لاري هينيسي على موقع بروبوليرز (الإنجليزية)